# Kabinett Đuranović I
Das Kabinett Đuranović I wurde am 15. März 1977 in der Sozialistischen Föderativen Republik Jugoslawien (SFRJ) von Veselin Đuranović gebildet. Das Kabinett Đuranović I löste das zweite Kabinett Bijedić ab und blieb bis zum 16. Mai 1978 im Amt, woraufhin es vom zweiten Kabinett Đuranović abgelöst wurde. Das Kabinett Đuranović I war im Vergleich zur Vorgängerregierung unverändert. Die Minister waren Mitglieder des Bundes der Kommunisten Jugoslawiens (BdKJ). Nachdem der bisherige Ministerpräsident Džemal Bijedić am 18. Januar 1977 bei einem Flugzeugabsturz über Sarajewo ums Leben kam, übernahm der bisherige Sekretär des ZK des BdKJ Veselin Đuranović am 14. Februar 1977 kommissarisch das Amt des Ministerpräsidenten und bildete am 15. März 1977 seine erste Regierung.
Dem Kabinett gehörten als Minister Bundessekretäre beziehungsweise Vorsitzende von Bundesausschüssen an:
| Ministeramt                                                  | Amtsinhaber        | Beginn der Amtszeit | Ende der Amtszeit |
| ------------------------------------------------------------ | ------------------ | ------------------- | ----------------- |
| Präsident des Bundesexekutivrates                            | Veselin Đuranović  | 15. März 1977       | 16. Mai 1978      |
| Vizepräsident des Bundesexekutivrates                        | Dobroslav Ćulafić  | 15. März 1977       | 16. Mai 1978      |
| Vizepräsident des Bundesexekutivrates                        | Berislav Šefer     | 15. März 1977       | 16. Mai 1978      |
| Vizepräsident des Bundesexekutivrates                        | Anton Vratuša      | 15. März 1977       | 16. Mai 1978      |
| Vizepräsident des Bundesexekutivrates                        | Miloš Minić        | 15. März 1977       | 16. Mai 1978      |
| Mitglied des Bundesexekutivrates                             | Mugbil Bejzat      | 15. März 1977       | 16. Mai 1978      |
| Mitglied des Bundesexekutivrates                             | Aslan Fazlija      | 15. März 1977       | 16. Mai 1978      |
| Mitglied des Bundesexekutivrates                             | Borisav Jović      | 15. März 1977       | 16. Mai 1978      |
| Mitglied des Bundesexekutivrates                             | Ljubomir Marković  | 15. März 1977       | 16. Mai 1978      |
| Mitglied des Bundesexekutivrates                             | Franjo Nađ         | 15. März 1977       | 16. Mai 1978      |
| Mitglied des Bundesexekutivrates                             | Radovan Pantović   | 15. März 1977       | 16. Mai 1978      |
| Mitglied des Bundesexekutivrates                             | Asen Simitčiev     | 15. März 1977       | 16. Mai 1978      |
| Mitglied des Bundesexekutivrates                             | Vajo Skendžić      | 15. März 1977       | 16. Mai 1978      |
| Mitglied des Bundesexekutivrates                             | Janko Smole        | 15. März 1977       | 16. Mai 1978      |
| Mitglied des Bundesexekutivrates                             | Gojko Ubiparip     | 15. März 1977       | 16. Mai 1978      |
| Auswärtige Angelegenheiten                                   | Miloš Minić        | 15. März 1977       | 16. Mai 1978      |
| Nationale Verteidigung                                       | Nikola Ljubičić    | 15. März 1977       | 16. Mai 1978      |
| Innere Angelegenheiten                                       | Franjo Herljević   | 15. März 1977       | 16. Mai 1978      |
| Märkte und Preise                                            | Imer Pula          | 15. März 1977       | 16. Mai 1978      |
| Finanzen                                                     | Momčilo Cemović    | 15. März 1977       | 16. Mai 1978      |
| Außenhandel                                                  | Emil Ludviger      | 15. März 1977       | 16. Mai 1978      |
| Justiz und Allgemeine Verwaltungsangelegenheiten             | Ivan Franko        | 15. März 1977       | 16. Mai 1978      |
| Bundesausschuss für Sozialplanung                            | Milorad Birovljev  | 15. März 1977       | 16. Mai 1978      |
| Bundesausschuss für Energie und Industrie                    | Dušan Ilijević     | 15. März 1977       | 16. Mai 1978      |
| Bundesausschuss für Landwirtschaft                           | Ivo Kuštrak        | 15. März 1977       | 16. Mai 1978      |
| Bundesausschuss für Transport und Kommunikation              | Boško Dimitrijević | 15. März 1977       | 16. Mai 1978      |
| Bundesausschuss für Tourismus                                | Milan Vukasović    | 15. März 1977       | 16. Mai 1978      |
| Bundesausschuss für wirtschaftliche Beziehungen              | Stojan Andov       | 15. März 1977       | 16. Mai 1978      |
| Bundesausschuss für Arbeit und Beschäftigung                 | Svetozar Pepovski  | 15. März 1977       | 16. Mai 1978      |
| Bundesausschuss für Veteranen und Menschen mit Behinderungen | Mara Radić         | 15. März 1977       | 16. Mai 1978      |
| Bundesausschuss für Gesundheit und soziale Sicherheit        | Zora Tomić         | 15. März 1977       | 16. Mai 1978      |
| Bundesausschuss für Wissenschaft und Kultur                  | Trpe Jakovlevski   | 15. März 1977       | 16. Mai 1978      |
| Bundesausschuss für Information                              | Muhamed Berberović | 15. März 1977       | 16. Mai 1978      |